# محمدجواد جعفرپور
محمدجواد جعفرپور (زاده ۱۶ مهر ۱۳۷۷) بازیگر ایرانی است. از نقش‌آفرینی‌های شناخته شده او می‌توان به بازی در فیلم شکارچی شنبه (۱۳۸۸)، مجموعه نمایش خانگی هیولا (۱۳۹۸) و مجموعه تلویزیونی پدر پسری (۱۳۹۹) اشاره کرد.

## فیلم‌شناسی

### سینما
| سال  | عنوان         | کارگردان         | منابع |
| ---- | ------------- | ---------------- | ----- |
| ۱۴۰۳ | کفایت مذاکرات | سهیل موفق        | [ ۳ ] |
| ۱۴۰۲ | تگزاس ۳       | سید مسعود اطیابی | [ ۴ ] |
| ۱۳۹۹ | کوسه          | علی عطشانی       |       |
| ۱۳۹۸ | لامینور       | داریوش مهرجویی   |       |
| ۱۳۹۰ | رؤیای سینما   | علی شاه حاتمی    | [ ۵ ] |
| ۱۳۹۰ | فقط بیست      | مسعود کرامتی     |       |
| ۱۳۹۰ | نارنجی‌پوش     | داریوش مهرجویی   |       |
| ۱۳۸۸ | شکارچی شنبه   | پرویز شیخ طادی   |       |
| ۱۳۸۶ | به همین سادگی | رضا میرکریمی     |       |
| ۱۳۸۵ | ۱۲ روز        | مصطفی قربانپور   |       |

### تلویزیون
| سال       | عنوان        | کارگردان                     | منابع |
| --------- | ------------ | ---------------------------- | ----- |
| ۱۴۰۳      | با عرض معذرت | محمدرضا حاجی‌غلامی            | [ ۶ ] |
| ۱۴۰۳      | دربندون      | حسن لفافیان                  |       |
| ۱۴۰۳      | رخنه         | علی غفاری                    | [ ۷ ] |
| ۱۳۹۸–۱۴۰۵ | سلمان فارسی  | داوود میرباقری               | [ ۸ ] |
| ۱۳۹۹      | چوب خط       | عباس شقایق                   |       |
| ۱۳۹۹      | پدر پسری     | عباس شقایق                   | [ ۹ ] |
| ۱۳۹۹      | روزهای ابدی  | جواد شمقدری                  |       |
| ۱۳۹۷      | خط تماس      | عباس شقایق                   |       |
| ۱۳۹۶      | محکومین      | سید جمال سیدحاتمی حسین قناعت |       |
| ۱۳۹۵      | گشت ویژه     | عباس شقایق                   |       |
| ۱۳۹۳      | جلال‌الدین    | شهرام اسدی آرش معیریان       |       |
| ۱۳۸۹      | امروز و فردا | حسین قناعت                   |       |

### نمایش خانگی
| سال  | عنوان    | کارگردان            | پخش          |
| ---- | -------- | ------------------- | ------------ |
| ۱۴۰۳ | اجل معلق | عادل تبریزی         | فیلم‌نت شیدا  |
| ۱۴۰۱ | آنتن     | سید ابراهیم عامریان | نماوا        |
| ۱۴۰۰ | تک‌خال    | سهراب رستمی         | گپ فیلم      |
| ۱۳۹۸ | هیولا    | مهران مدیری         | فیلیمو نماوا |

## جوایز
- بهترین بازیگری برای فیلم شکارچی شنبه در جشنواره بین‌المللی فیلم رشد در سال ۱۳۹۰
- پروانه زرین بهترین بازیگر پسر نوجوان برای فیلم شکارچی شنبه در بیست و چهارمین دوره جشنواره بین‌المللی فیلمهای کودکان و نوجوانان[۸]
- دیپلم افتخار برای فیلم شکارچی شنبه در بیست و چهارمین دوره جشنواره بین‌المللی فیلمهای کودکان و نوجوانان
- پروانهٔ زرین بهترین بازیگر برای فیلم ۱۲ روز در بیست و سومین دوره جشنواره بین‌المللی فیلمهای کودکان و نوجوانان